# Castelo de Reinach

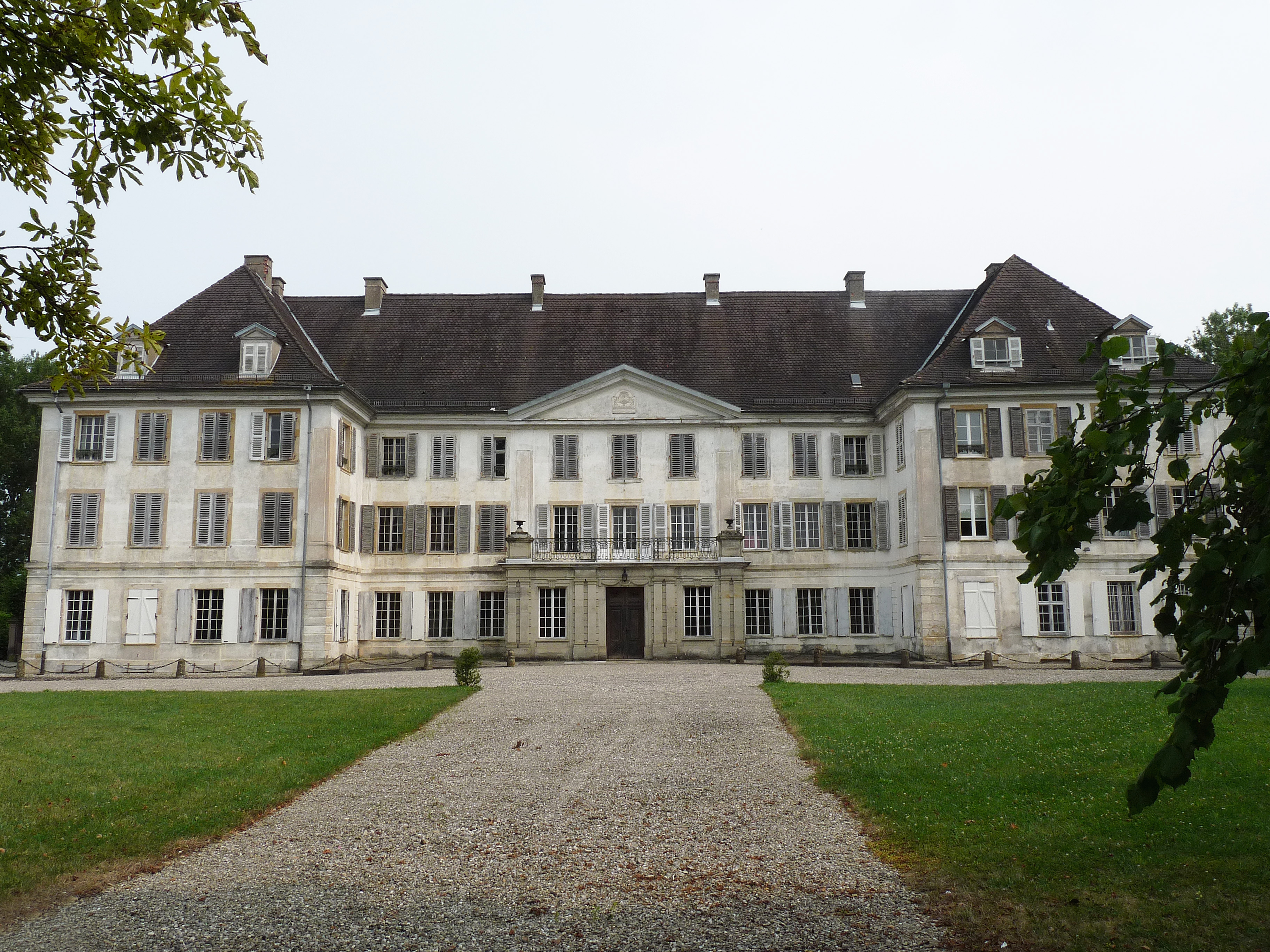
Fachada do Château de Reinach

Château de Reinach é um castelo localizado na comuna de Hirtzbach, no departamento de Haut-Rhin, Alsácia, na França. É classificado como um monumento histórico desde 1990.